# Turtle Pond

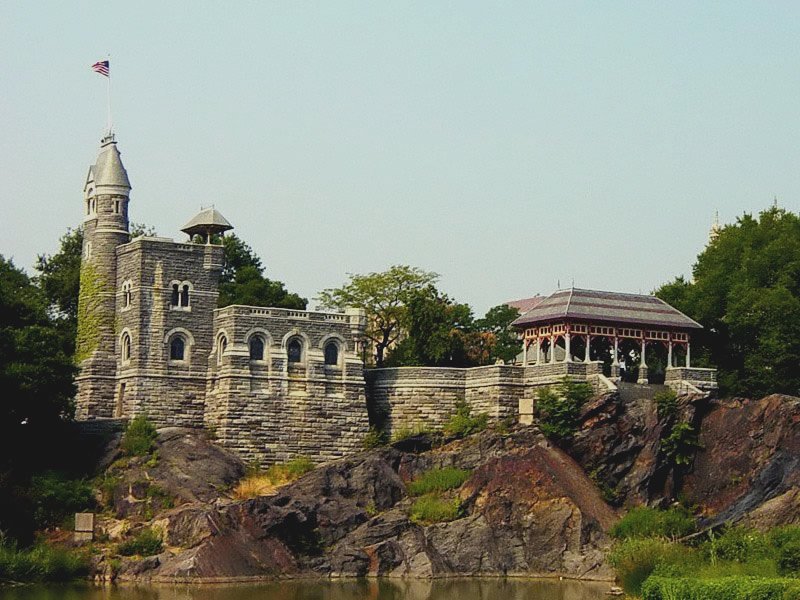
Belvedere Castle, Vista Rock et Turtle Pond

Turtle Pond (littéralement "l'Étang des tortues"), anciennement Belvedere Lake (littéralement "le Lac du belvédère"), est un lac artificiel de Central Park, à Manhattan, New York, États-Unis. Le lac est situé entre Vista Rock, rocher lui-même dominé par Belvedere Castle, et la Great Lawn. Le Delacorte Theater et une statue du roi Jagiello bordent également le bassin.
Le lac tire son nom du fait que des tortues vivent à proximité du bassin.

## Histoire
Originellement, un réservoir d'eau douce, le Croton Reservoir, occupait le centre du parc. Dans les années 1930, le bassin fut presque complètement comblé. Du réservoir d'origine, il ne resta que Belvedere Lake. Le comblement donna naissance à the Great Lawn. En 1987, Belvedere Lake fut rebaptisé Turtle Pond, en l'honneur de sa faune.
En 1997, le lac, dont l'état s'était dégradé avec le temps, fit l'objet d'une réhabilitation. Les paysagistes ont redessiné les contours de Turtle Pond, pour lui donner une forme plus irrégulière. Ils ont aussi introduit une nouvelle flore et ont créé une île artificielle nommée Turtle Island au milieu du lac.

## Faune
Comme son nom l'indique, Turtle Pond est peuplé par des tortues. Néanmoins, on trouve d'autres espèces dans cet espace, notamment des libellules, des grenouilles et diverses espèces de poissons et d'oiseaux.

## Flore
La flore est riche autour de Turtle Pond. On trouve notamment des queues de lézard (Saururus cernuus) et des typhas. Malgré les apparences, ces plantes ont été introduites par l'homme et reposent sur des supports en béton.